# Heitor Canalli
Heitor Canalli (Juiz de Fora, 12 marzo 1907 – Juiz de Fora, 21 luglio 1990) è stato un calciatore brasiliano.

## Carriera

### Club
La carriera di Canalli iniziò nel 1927 con il Petropolitano. Successivamente, si trasferì al Botafogo dove ottenne i primi importanti successi. Dopo una breve esperienza al Flamengo, Canalli andò al Torino, in Italia per due anni. Nel 1935, tornò al Botafogo e nel 1941 chiuse la carriera nel Canto do Rio.

### Nazionale
Con la Nazionale brasiliana, Canalli disputò il Campionato mondiale di calcio 1934.

## Palmarès

### Club
- Campionato Carioca: 4

Botafogo: 1930, 1932, 1933, 1935

### Nazionale
- Copa Rio Branco: 1

1932